# Сергеевский, Борис Николаевич
Борис Николаевич Сергеевский (1883—1976) — участник Белого движения на Юге России, полковник Генерального штаба.

## Биография
Из потомственных дворян Псковской губернии. Сын члена Государственного совета, сенатора Николая Дмитриевича Сергеевского и жены его Анны Ивановны Дитятиной.
Образование получил в Ларинской гимназии, по окончании которой с золотой медалью поступил на военную службу.
В 1904 году окончил Константиновское артиллерийское училище, откуда выпущен был подпоручиком в лейб-гвардии Стрелковый артиллерийский дивизион. Произведен в поручики 6 декабря 1907 года. Будучи вольнослушателем, окончил Санкт-Петербургский археологический институт. В 1911 году окончил Николаевскую военную академию по 1-му разряду и 7 мая того же года был произведен в штабс-капитаны «за отличные успехи в науках».
14 июля 1914 года переведен в Генеральный штаб капитаном, с назначением обер-офицером для поручений при штабе 22-го армейского корпуса, с которым и вступил в Первую мировую войну. На 18 декабря 1914 года — исправляющий должность начальника штаба 3-й Финляндской стрелковой бригады. Пожалован Георгиевским оружием
За то, что 18 мая 1915 года, при отходе частей 2-й бригады 78-й пехотной дивизии, при полной потере связи между частями отряда и с соседним участком 3-й Финляндской стрелковой дивизии, подчинив себе по собственной инициативе ополченскую роту, собрал отходящих нижних чинов и занял этими частями, под артиллерийским огнем противника, позиции севернее Стрыя и восстановил потерянную между означенными выше частями связь. В боях 24 и 28 мая у д. Журавно содействовал начальнику штаба 3-й Финляндской стрелковой дивизии в выполнении поставленной дивизии задачи.
23 июня 1915 назначен старшим адъютантом штаба 3-й Финляндской стрелковой дивизии. 4 августа 1915 года назначен и. д. штаб-офицера для поручений при штабе 40-го армейского корпуса, а 10 апреля 1916 года произведен в подполковники с утверждением в должности. Участвовал в Луцком прорыве, в течение 4-х месяцев исправлял должность начальника штаба корпуса. 18 февраля 1917 года назначен штаб-офицером для делопроизводства и поручений при управлении генерал-квартирмейстера при Верховном главнокомандующем. Произведен в полковники 15 августа 1917 года. В ноябре 1917 года, накануне занятия ставки отрядом Крыленко, взял отпуск и выехал в Тифлис, где явился в штаб Кавказской армии и был назначен помощником начальника штаба Сводно-Армянского отряда. С 17 декабря 1917 года состоял в распоряжении начальника штаба главнокомандующего войсками Кавказского фронта. В марте 1918 года был назначен начальником штаба 1-й Русской Закавказской стрелковой дивизии, вскоре расформированной правительством Грузии.
В Гражданскую войну участвовал в Белом движении. 8 сентября 1918 года прибыл в штаб Добровольческой армии в Екатеринодаре и был зачислен в резерв чинов. Затем был назначен штаб-офицером для поручений при управлении генерал-квартирмейстера штаба Главнокомандующего. 24 января 1919 года назначен начальником штаба 5-й пехотной дивизии, в марте того же года был отрешен от должности. 15 мая 1919 года назначен начальником отделения службы связи генерал-квартирмейстера штаба Добровольческой армии. В апреле 1920 года в Крыму был назначен преподавателем Константиновского военного училища. Летом 1920 года в составе училища участвовал в Кубанском десанте. В ноябре 1920 года эвакуировался из Крыма в Галлиполи, где был командиром офицерской роты училища. В 1921 году прибыл с училищем в Болгарию, откуда в 1922 году вместе с генералом Кутеповым был выслан болгарскими властями в Югославию.
В эмиграции в Югославии. Состоял членом Общества офицеров Генерального штаба и председателем Объединения Киевлян-константиновцев в Горажде. Был преподавателем Донского кадетского корпуса, Высших военно-научных курсов и Русско-сербской гимназии в Белграде. В 1943 году был назначен директором гимназии, с которой в 1944 году эвакуировался в Германию. Восстановил занятия гимназии в беженском лагере под Мюнхеном. Одновременно в 1949—1950 годах возглавлял 2-й отдел РОВС. В 1951 году переехал в США, преподавал в русской приходской школе в Сан-Франциско. Участвовал в работе русских военных организаций, был редактором «Вестника Общества русских ветеранов Великой войны». Собрал значительный архив по военной истории. Автор воспоминаний, статей и трудов по русской истории.
Умер в 1976 году в Лос-Анджелесе. Похоронен на местном кладбище. Жена Елизавета Эрнестовна, их сын Андрей (1928—2010) был старостой Союза русского сокольства.

## Награды
- Орден Святого Владимира 4-й ст. с мечами и бантом (ВП 18.12.1914)
- Георгиевское оружие (ВП 21.11.1915)
- Орден Святой Анны 2-й ст. с мечами (ВП 25.03.1916)
- Орден Святой Анны 4-й ст. с надписью «за храбрость» (ВП 30.05.1916)
- Орден Святого Станислава 2-й ст. с мечами (ВП 31.08.1916)

## Сочинения
- Пережитое. 1914. — Белград, 1933. — 192 с.
- История военного искусства. — Белград, 1939.
- Прошлое Русской земли: краткий исторический очерк. — Нью-Йорк, 1954.
- Отречение. 1917. — Нью-Йорк, 1969.